# Цебуляж
Цебу́ляж (пол. cebularz) — круглий пшеничний корж, покритий цибулею та маком. Традиційний продукт Люблінського воєводства, що походить з єврейської кухні.

## Історія цебуляжа
Перші згадки про цебуляж, типову випічку люблінських євреїв, сягають ХІХ століття. Спершу їх пекли у Старому місті Любліна, а вже звідти рецепт поширився по всьому регіоні.
До Другої світової війни цей виріб мав назву плецель (пол. pletzel), що мовою їдиш означає «дошка», «плита». Маленькі плецелі мали назву плецелях (пол. pletzelach). Його сучасна назва стала загальновживаною уже після війни. Особливо поширеним цей тип випічки був серед єврейських пекарів, що мешкали на сході Польщі. Нахум Штутхкофф у книзі «Der Oytser Fun der Yidisher Shprak» (укр. «Скарбниця мови їдиш») пише, що в Польщі виготовлялося 18 видів плецелів.
Юзеф Гоніґ так згадує передвоєнні смаки Любліна:
| Був хороший хліб, булочки. А які цебуляжі!!! Єврейські пекарні були дуже хорошими. Який був єврейський корж! Були цебуляжі - які ж смачні!! Ці булки які були. А ще тут був Зємба на Калині, там ззаду, за кладовищем. Який він мав хліб, які булки... Але він не обдурював. Додавав масло, доливав молоко. Все додавав до тіста. Оригінальний текст (пол.) Były dobre chleby, bułeczki. Jaki był - cebularz!!! Żydowskie piekarnie były bardzo dobre. Jaki był placek żydowski! Były cebularze - jaki to był smak!!! Te bułki jakie były. Jeszcze tu był Zięba na Kalinie, tam z tyłu, za cmentarzem. Jaki on miał chleb, jakie bułki miał... Ale on nie oszukiwał. Dodał masło, dodał mleko. Do ciasta dodał wszystko. |
Вальдемар Ґрешта з Замостя згадує про цебуляжі так:
| Наприклад, ті цебуляжі, що зараз, то я завжди кажу, що такі цебуляжі для мене не цебуляжі. Я їв цебуляжі до війни, то цебуляж був такий великий, і посередині пророблена дірка. Напевно, продірявлений ножем, посипаний цибулею. Але в тому місці, де він продірявлений, тісто не сходило, а було тонке і хрумке, і тільки навколо тісто підростало. Як такого цебуляжа намастити маслом, то смачно. А сьогодні це якийсь «клейстер». Це не цебуляжі. Не знаю, чому в них не роблять дірок, аби цебуляж був, як до війни, а тоді вони були такі. Оригінальний текст (пол.) Na przykład te cebularze, co są w tej chwili, to ja zawsze mówię, że takich cebularzy to dla mnie to nie jest cebularz. Ja jadłem przed wojną cebularze, to cebularz był taki duży i on był tutaj podziurawiony w środku. Podziurawiony chyba nożem, posypany tą cebulą. Ale w tym miejscu, gdzie był podziurawiony, on w ogóle nie wyrastał i był cienki i chrupiący, a tylko obrzeże było wyrośnięte. Jak się takiego cebularza posmarowało masełkiem to pycha. A dzisiaj to jest taki «klajster». To nie są cebularze. Nie wiem, dlaczego nie dziurawią, żeby ten cebularz był tak jak przed wojną, a tam takie były. |

## Приготування цебуляжа
Цибулевий фарш, який має бути на коржі, готується заздалегідь (мінімум за 3–4 години перед випіканням; можна й за добу-дві). Дрібно накришену цибулю потрібно залити окропом, який майже одразу слід зцідити. Тоді цибуля змішується з маком, олією, солиться і відкладається на деякий час, аби пустила сік. За іншими варіаціями рецепту, цибуля пасерується на малому вогні, аби розм'якла, і лише після цього змішується з маком та солиться.
Злегка солодке тісто готується на дріжджах та відставляється на деякий час, аби підросло. Діаметр коржа цебуляжа — 15–20 см, його товщина — близько 1,5 см. На корж накладається цибулево-маковий фарш і виріб запікається.

## Захист традиційного рецепту
Існує низка рецептів цебуляжів, але люблінським цебуляжем офіційно може називатися лише виріб, спечений на території Люблінського воєводства із місцевих продуктів.
30 квітня 2007 року цебуляж було вписано до Списку традиційних продуктів Польщі. Від серпня 2014 року люблінський цебуляж також має сертифікат географічного зазначення походження товару ЄС.
В Любліні діє Товариство «Партнерство виробників люблінського цебуляжа» (пол. Stowarzyszenie Partnerstwo Producentów Cebularza Lubelskiego); президент — Маріола Зубжицька (пол. Mariola Zubrzycka). Організація об'єднує 24 пекарні з Любліна та регіону. Щороку на традиційному Фестивалі хліба за участі «Партнерства» в Любліні випікається величезний цебуляж, щороку більший. У 2014 році його діаметр становив 190 сантиметрів.